# بولكلي
بولكلي هو حي يقع في منطقة الرمل بالإسكندرية، ويمثل جزء مهم من التاريخ المصري الحديث، منذ أن إحتضن الحي المقر الصيفي لإجتماعات مجلس الوزراء المصري في العهد الملكي لمدة تقارب الأربعين عاما وذلك قبل قيام ثورة يوليو عام 1952 وهي تمثل فترة من أخصب فترات تاريخ مصر السياسي وأكثرها حيوية وديناميكية شهدت بدايات الحكم الدستوري البرلماني للبلاد ليتوافد على بولكلي العظماء من رجالات مصر وساستها وزعمائها آنذاك .

## موقع
يقع حي بولكلي ما بين منطقتي رشدي ومصطفى كامل باشا من جهة الغرب ومنطقتي فلمنج وجليم من جهة الشرق ويتقدمه شمالا شاطيء من أجمل شواطيء الإسكندرية يعد الإمتداد الطبيعي له وهو شاطيء ستانلي الساحر حيث الخليج الصغير الذى يشتهر بهدوء مياهه وزرقتها الصافية المسمي خليج ستانلي والذى زاد رونقه بريقا مع تشييد كوبري ستانلي بنهاية القرن العشرين الماضي، وتمتد منطقة بولكلي عبر مثلث يشمل ثلاث محطات لخط ترام الرمل رأسه في الغرب حيث المحطة الكبرى التي تعرف بمحطة إيزيس حالياً وكانت هي المحطة النهائية لخط ترام الرمل عند إنشاء الخط حينما كانت تعرف بإسم محطة بولكلي حيث يتفرع عندها الخط إلى فرعين خط باكوس في الجنوب الشرقي وخط جليم في الشمال الشرقي وتقع قاعدة المثلث ما بين محطة ترام الوزارة في إتجاه خط باكوس وسميت المحطة بالوزارة نسبة إلى مبنى المقر الصيفي لمجلس الوزراء والذي يقع في مقابل محطة ترام الوزارة مباشرة وكذا محطة ترام الهدايا في إتجاه منطقة جليم وذلك نسبة إلى مسجد الهدايا الذي يقع بالقرب من المحطة .

## تسمية
يرجع تسمية الحي بولكلي مسمى غريب يختلف الكثيرون حول سبب إطلاقه على تلك المنطقة فيرجح البعض إلى وجود أحد العاملين بالقنصلية الإنجليزية والتي كان يقع مبنى سكن قنصلها بالقرب من ذات المنطقة في أبو النواتير جنوبا وهي منطقة كفر عبده حاليا وهو الأمر الذي لم يثبت في أي من المراجع التاريخية الشهيرة ولكنه من الثابت تاريخيا أن تلك المنطقة التي يطلق عليها الآن بولكلي كانت تقع في ذات المكان الذي كانت تقع فيه مدينة صغيرة تنتمي للعصر البطلمي كانت تسمى نيكوبوليس ومعناها النصر على شاطيء البحر وتبعد عن الإسكندرية بمسافة 30 غلوة حسبما يذكر سترابو وبمسافة 20 غلوة حسبما يذكر يوسيفوس فلافيوس قد سميت كذلك نسبة إلى الإنتصار الذي أحرزه أغسطس قيصر علي مارك أنطوني في معركة أكتيوم البحرية بسواحل الإسكندرية وكانت تقام هناك إحتفالات بهذه المناسبة مرة كل خمس سنوات ويؤكد ذلك محمد رمزي في قاموسه الجغرافي للبلاد المصرية حيث يذكر في الجزء الخاص بالبلاد المندثرة البائدة في حديثه عن مدينة نيكوبوليس إنها وردت في جغرافية سترابو بهذا الإسم نيكوبوليس (بالإنجليزية: Nicopolis)‏ وقال إنها كانت على فرع النيل المسمي بفرع كانوب أحد أفرع النيل القديمة الموصل للإسكندرية وكان بها دور كثيرة للملاهي ومن هذا الوصف يتبين أن نيكوبوليس كانت واقعة على ترعة المحمودية غربي كوبري حجر النواتية ولكن الأستاذ برشيا تحدث عنها في كتاب دليل مدينة الإسكندرية ومتحفها اليوناني الروماني قال إن مدينة نيكوبوليس معناها مدينة النصر أنشئت في عهد الإمبراطور أغسطس قيصر تذكارا لإنتصاره على مارك أنطونيو ثم قال إن هذه المدينة كانت واقعة في المنطقة التي تعرف اليوم ببولكلي في المسافة الممتدة على شاطيء البحر الأبيض المتوسط ما بين ثكنات مصطفى كامل باشا وبين جليمنوبولو برمل الإسكندرية وهكذا إنتهى حديث محمد رمزي ليؤكد لنا أن نيكوبوليس هي ذاتها منطقة بولكلي بينما يذكر علي باشا مبارك في خططه في معرض حديثه عن مدينة الإسكندرية حول ذات المنطقة ومعنى كلمة نيكوبوليس مدينة النصر وإستكشف بها في هذه الأزمنة معبد قريب من المحل المعروف عند عامة الحي بقصر قيصر والغالب أنه من ضمن النيكوبوليس وكان بعد هذه الناحية ناحية أخرى تسمى بوكليس وكانت منازلها منها ما هو على البحر ومنها ما هو على الخليج الحلو وكانت محل تنزه وفسحة وكان الخليج المذكور على يمين الخارج من باب كانوب بناءا على قول إسترابون ومن هذا يمكننا القول بأن منطقة بولكلي الحالية هي ذات المنطقة التي ضمت مدينة نيكوبوليس وكذا ناحية بوكليس والتي يوردها أيضاً محمد رمزي في قاموسه الجغرافي فيذكر إنها كانت شرقي نيكوبوليس بالرمل من ضواحي الإسكندرية وهكذا كانت بوكليس هي ذات المنطقة والتي قد تكون قد حرف إسمها بعد ذلك ليتحول على اللسان العربي إلى بولكلي وإن كان السكندريين يطلقون على بولكلي لفظهم المحبب المخفف الدارج بوكلة ولعل ذلك هو الأقرب إلى الصواب لتظل دائماً بولكلي أو بوكلة منذ تأسيس مدينة الإسكندرية في العصر البطلمي وحتى العصر الحديث محلا للأحداث والتاريخ ولتسطر بذلك صفحة من صفحات التاريخ في الإسكندرية عاصمة مصر الثانية

## تاريخ
يمثل حي بولكلي محطة هامة من محطات التاريخ السكندري الحديث فيذكر المؤرخون إن أول خط حديدي لترام الرمل إمتد من محطة الرمل الحالية وكانت تسمي جهة مسلة كليوباترا إلى منطقة بولكلي حيث منحت الحكومة المصرية السيد إدوارد سان جون فيرمان في يوم 16 أغسطس عام 1860م في عهد محمد سعيد باشا الذى حكم مصر من عام 1854م حتي عام 1863م إمتيازا لإنشاء هذا الخط وذلك في إطار تعميرها لمنطقة الرمل لتتأسس شركة مساهمة عام 1862م لإنشاء ذلك الخط ليفتتح في يوم 8 يناير عام 1863م قبل وفاة محمد سعيد باشا بأيام قليلة وذلك بغرض نقل الجماهير بقطار واحد من الإسكندرية وتحديدا من محطة الرمل إلى محطة بولكلي عن طريق جامع سيدي جابر وبقطار مكون من عربة واحدة درجة أولى وعربتان درجة ثانية وعربة درجة ثالثة حيث كان القطار يجر بأربعة خيول تم إستبدالها في يوم 22 أغسطس عام 1863م بعد تولي الخديوى إسماعيل حكم مصر بحوالي 7 شهور بقاطرة بخارية لتقوم بجر القطار بدلا من الخيول ولتقطع المسافة ما بين محطة الرمل ومحطة بولكلي في عشرين دقيقة ولتصبح بولكلي المحطة النهائية الرئيسية لخط ترام الرمل وإلي أن يتم مده بعد ذلك إلى محطة السراي حيث تقع سراي الرمل مكان فندق المحروسة للقوات المسلحة حاليا والتي أنشأها الخديوي إسماعيل بعد ذلك لتظل محطة بولكلي وللآن والتي تسمي محطة إيزيس حاليا تحمل ذات السمات لمحطة كبرى رئيسية حيث يتفرع خط ترام الرمل عندها إلى فرعين رئيسيين ولاتزال الورش الخاصة بالترام تحتل ذات المنطقة التي شهدت منذ حوالي قرن ونصف قرن بدايات الربط الحديدي الداخلي للترام بمدينة الإسكندرية .
وكما كان لتلك المنطقة الريادة في التوجيه لتعمير منطقة الرمل ومناطق شرق المدينة شهدت أيضا قيام الحكومة المصرية برئاسة محمد سعيد باشا رئيس النظار أى رئيس الوزراء بشراء مقر للوزارة بذات المنطقة بولكلي وذلك في يوم 13 يوليو عام 1913م في عهد الخديوى عباس حلمي الثاني ليصبح مقرا لإجتماعات مجلس النظار طوال أشهر الصيف حيث كانت العادة قد جرت منذ عهد محمد علي باشا أن تنتقل كافة مصالح وهيئات الدولة لتقضي الصيف في الإسكندرية لتصبح مدينة الإسكندرية العاصمة الصيفية لمصر وفي ذلك يذكر علي باشا مبارك في خططه وللآن الحكومة الخديوية في زمن الخديوي توفيق وكذا من سبقهم من العائلة العلوية جارية على هذه السنن التي سنها محمد علي باشا من الإنتقال إلى مدينة الإسكندرية في زمن الحر ويتبع ذلك إنتقال الدواوين فيقيمون ثلاثة أشهر في رأس التين ثم يعودون إلى القاهرة وهذا ما كان متبعا في تلك الفترة ومع بداية عهد النظارات في مصر في عصر الخديوي إسماعيل كانت المشكلة في تحديد مقر للإجتماعات الصيفية لمجلس النظار وذلك منذ نظارة نوبار باشا الأولي في شهر أغسطس عام 1878م وحتى تم شراء هذا المقر بمنطقة بولكلي ليصبح مقرا للوزارات المصرية المتعاقبة في الصيف ولتشهد بولكلي تعاقب رؤساء النظارات والوزارات والوزراء وزعماء مصر السياسيين في تلك الفترة الخصبة من التاريخ المصري الحديث وحتى قيام ثورة يوليو عام 1952م حيث تم في أعقابها إلغاء مصيف الوزارة بالإسكندرية لأول مرة منذ نشأة النظارات والوزارات المصرية وفي ذلك يذكر المؤرخ عبد الرحمن الرافعي قررت الوزارة ويقصد وزارة علي ماهر باشا وهي أول وزارة بعد ثورة يوليو عام 1952م بجلسة يوم 24 يوليو عام 1952م إلغاء تصييف الحكومة بالإسكندرية وإنتقالها إلى القاهرة بداية من يوم الإثنين 28 يوليو عام 1952م وعقد أول إجتماع لمجلس الوزراء بالقاهرة صيفا يوم الأربعاء 30 يوليو عام 1952م ومن يومها ألغى مصيف الوزارة بالإسكندرية ليبقى المبنى قائماً ببولكلي وللآن حيث يتبع رئاسة مجلس الوزراء ويتبقى المسمى فقط للمكان حيث تسمى محطة الترام الواقعة أمام مبنى المقر ببولكلي بإسم محطة الوزارة